# Leo Jordan
Leo Jordan bzw. Leopold Hermann Jordan (* 28. September 1874 in Paris; † 28. Juli 1940 in München) war ein deutscher Romanist, Mediävist, Philosoph und Sprachwissenschaftler.

## Leben und Werk
Jordan studierte an der Julius-Maximilians-Universität Würzburg und wurde 1895 im Corps Guestphalia Würzburg aktiv. Mit einer Doktorarbeit bei Wendelin Foerster an der  Rheinischen Friedrich-Wilhelms-Universität Bonn wurde er 1899 zum Dr. phil. promoviert. 1905 habilitierte er sich bei Hermann Breymann an der Ludwig-Maximilians-Universität München. Die LMU ernannte ihn 1911 zum  a.o. Professor. Der Akademisch-Neuphilologische Verein München im WKV ernannte ihn zum Ehrenmitglied. In der Folge geriet er in wissenschaftliche Gegnerschaft zu Breymanns Nachfolger Karl Vossler. 1933 wurde er wegen seiner jüdischen Abstammung amtsenthoben. 1940 nahm er sich in München das Leben.
Zu seinen Schülern gehörte Fritz Neubert.
Ein jüngerer Bruder und Corpsbruder war der Zoologe Hermann Jacques Jordan (1877–1943).

## Weitere Werke
- Quellen und Komposition von Eustache le moine. Nebst Analyse des Trubert und Nachweis der Existenz mehrerer Robin Hood-Balladen im 13. Jahrhundert. München 1903.
- (Hrsg. und Übersetzer) Gedichte eines lombardischen Edelmannes des quattrocento, Dresden 1905
- (Übersetzer aus dem Französischen des 14. Jhs.) Das Volksbuch von Fulko Fitz Warin, Leipzig 1906
- Über Boeve de Hanstone, Halle an der Saale 1908 (Beihefte zur Zeitschrift für romanische Philologie 14)
- (Hrsg.) Savinien de Cyrano de Bergerac's L'Autre Monde ou les États et les Empires de la Lune, Dresden 1910
- (Hrsg.) Voltaire, Tancrède. Rédaction primitive d’après le manuscrit de Munich avec les variantes de l’édition définitive, Straßburg 1913
- Altfranzösisches Elementarbuch. Einführung in das historische Studium der französischen Sprache und ihrer Mundarten, Bielefeld 1923 (356 Seiten)
- Die Kunst des begrifflichen Denkens, München 1926 (französisch: Les Idées, leurs rapports et le jugement de l’homme, Genf 1926)
- Schule der Abstraktion und der Dialektik. Neue Wege begrifflichen Denkens, München 1932 (spanisch: Los Elementos linguísticos de la lógica, Córdoba, Argentina 1938)